# Implikant funkcji boolowskiej
Implikant funkcji boolowskiej f – taki iloczyn literałów, że dla wszystkich wektorów binarnych x=(x1, ... , xn), dla których jest on równy jedności, funkcja f jest równa jedności.